# Bypass digiuno-ileale
Il  Bypass digiuno-ileale  fu un particolare intervento che ebbe diffusione nel XX secolo e consiste nella riduzione dell'intestino.

## Indicazioni
Era indicato contro l'obesità, già dalla fine del XX secolo si preferisce in questo senso la gastroplastica. Si diminuisce di circa l'80% del peso eccessivo, la mortalità varia dallo 0,5 al 4%.

## Storia
Essendo un intervento molto rapido e facile negli anni che vanno dal 1960 alla fine del 1970 ebbe una grandissima diffusione negli USA, si contavano infatti oltre 100.000 interventi. Successivamente si accorsero della pericolosità dell'intervento, le cui complicanze possibili potevano provocare anche la morte della persona, per evitare che prevenzione delle stesse diventasse un male peggiore del motivo per cui si erano operate.

## Complicanze
Fra le possibili complicanze:
- Sindrome da malassorbimento
- Nefrocalcinosi
- Colelitiasi
- Diarrea